# Ольховське Озеро
Ольхо́вське О́зеро (рос. Ольховское Озеро) — присілок у складі Шадрінського району Курганської області, Росія. Входить до складу Зеленоборської сільської ради.
Населення — 8 осіб (2010, 9 у 2002).
Національний склад станом на 2002 рік: казахи — 100 %.
Стара назва — Ольхово Озеро.